# Edgar Griffin
Edgar Griffin je britský politik, bývalý člen Konzervativní strany.
V letech 1959 až 1965 byl za Konzervativní stranu zastupitelem v jednom londýnském obvodě. Je otcem předsedy Britské národní strany (BNP) Nicka Griffina.
V roce 2001 byl viceprezidentem kampaně tehdejšího předsedy konzervativců Iaina Duncana Smithe ve Walesu. V srpnu 2001 byl po 53 letech působení vyloučen z Konzervativní strany za napomáhání Britské národní straně. Důkazem mělo být to, že v době, kdy jeho manželka Jean, stejně jako syn členka BNP, nebyla doma, zvedl telefon, který manželka používala jako volební linku při kampani své strany.